# Memory Alpha
Memory Alpha (zkratkou MA) je wiki sloužící jako zdroj encyklopedických údajů z fiktivního sci-fi světa Star Treku. Autory jsou Harry Doddema a Dan Carlson. Byla oficiálně spuštěna 5. prosince 2003. Používá model wiki, je hostována společností Fandom Inc. na softwaru MediaWiki. V anglické verzi obsahovala v červnu 2009 asi 30 tisíc hesel. Memory Alpha má také dalších 15 jazykových mutací, je dostupná v bulharštině, čínštině, češtině, nizozemštině, esperantu, francouzštině, němčině, italštině, japonštině, polštině, portugalštině, ruštině, srbštině, španělštině a švédštině.
Obsah Memory Alpha je licencován pod licencí Creative Commons Attribution-Non-Commercial. Jelikož tato licence neumožňuje komerční využití, není kompatibilní s GNU Free Documentation License (GFDL) a materiály z ní nemohou být kopírovány do projektů využívajících GFDL. Tento prvek dělá z Memory Alpha sesterský projekt projektu Wikia, který je založený na GFDL. Memory Alpha je citována a využívána jako zdroj v akademických časopisech, výzkumných pracích, knihách, ale i románech a encyklopediích ze světa Star Treku.
Projekt je pojmenován podle stejnojmenného největšího informačního archivu fiktivní Spojené federace planet, který se objevil v epizodě Světla Zetaru (v originále The Lights of Zetar) 3. řady seriálu Star Trek.